# Sacile
Sacile (friülà Sacîl) és un municipi italià, dins de la província de Pordenone. L'any 2007 tenia 20.112 habitants. Limita amb els municipis de Brugnera, Caneva, Cordignano (TV), Fontanafredda i Gaiarine (TV).

## Fraccions
Comprèn les fraccions de Camolli, Cavolano, Cornadella, Ronche, San Giovanni del Tempio, San Giovanni di Livenza, San Michele, San Odorico, Schiavoi, Topaligo, Villorba i Vistorta.

## Administració
| Període | Identitat        | Partit         |
| ------- | ---------------- | -------------- |
| 2004-   | Roberto Cappuzzo | Centreesquerra |

## Agermanaments
- La Rèula

## Personatges il·lustres
- Giovanni Micheletto (1889-1958), ciclista, guanyador del Giro d'Itàlia el 1912.
- Ferruccio Furlanetto, cantant en tessitura de baix.
- Tullio Camillotti (1880 – 1959), haltera.
- Enrico Gasparotto (1982-), ciclista.
- Denis Zanette (1970 - 2003), ciclista.